# Estadi de Gel Ondrej Nepela
L'Estadi de Gel Ondrej Nepela és un estadi de gel situat a Bratislava, Eslovàquia. Va ser inaugurat el 14 de desembre de 1940 i va ser remodelat el 1958, 1990-1992, i 2009-2011. L'estadi és utilitzat pel HC Slovan Bratislava d'hoquei sobre gel.

## Esdeveniments
- Fou seu del Campionat Mundial d'Hoquei sobre Gel Masculí de 2011